# Ptilotula flavescens
Ptilotula flavescens е вид птица от семейство Meliphagidae.

## Разпространение
Видът е разпространен в Австралия и Папуа Нова Гвинея.